# Atelopus moropukaqumir
Atelopus moropukaqumir — вид отруйних жаб родини ропухових (Bufonidae). Описаний у 2020 році.

## Поширення
Ендемік Перу. Його було виявлено в хмарному лісі поблизу селища Анчіуай в окрузі Анко регіону Аякучо на півдні країни, в горах на висоті 2000—2150 м над рівнем моря.

## Опис
Дрібна жаба, завдовжки 2,1 см. За зовнішнім виглядом він дуже нагадує Atelopus erythropus, але відрізняється вентральним забарвленням, текстурою шкіри та формою морди.